# Retablo de Gambassi
El Retablo de Gambassi es una pintura al óleo sobre tabla de 209 x 176 cm de Andrea del Sarto, de 1525-1526 y conservada en la Galería Palatina de Florencia.

## Historia
La obra, recordada por Vasari, proviene del monasterio de los Santos Lorenzo y Onofre de Gambassi, regentado por monjas benedictinas denominadas "las Romite" hasta su supresión, para el cual había sido ejecutado por encargo de un amigo del pintor, Domenico de Jacopo de Maffio de Gambassi apodado "Becuccio bicchieraio" (Gambassi, 1483 - Fiesole, 1527), uno de los muchos vidrieros gambasinos emigrados a Florencia. En la predela, luego dispersa, Andrea incluyó los retratos del amigo y de su esposa Lucrezia di Papi, obras en el Instituto de Arte de Chicago. Poco antes del Retablo de Gambassi, Andrea ejecutó también otro Retrato de Becuccio bicchieraio (1522-1523, óleos sobre tabla, 87 x 66 cm), ahora en Edimburgo, en la Galería Nacional de Escocia.

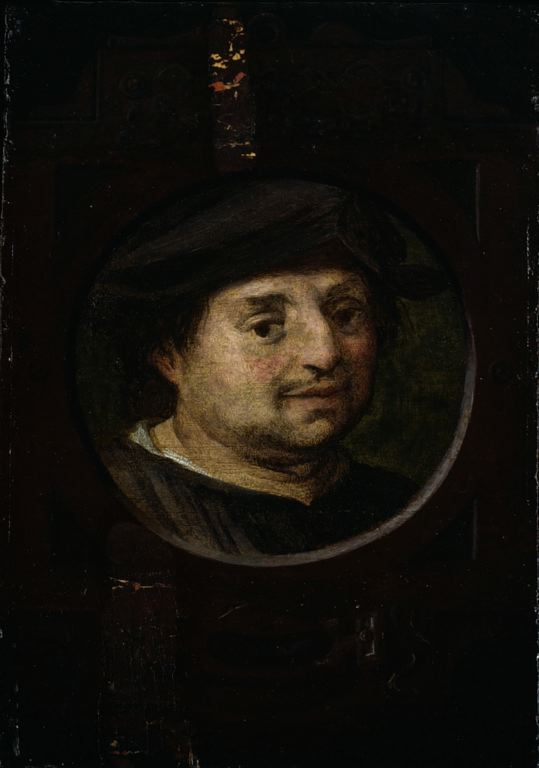
El Retrato de Becuccio bicchieraio, Instituto de Arte de Chicago.

En el monasterio de Gambassi, en 1576, en ocasión de la visita apostólica de monseñor Castelli, se recuerda una «tabla magnífica» sobre el altar que probablemente corresponde a este retablo. En el siglo XVII llegó a las colecciones mediceas, a cambio de una copia, ahora en la iglesia parroquial de Santa Maria Asumida de Chianni, quizás de Empoli o de Curradi. Una segunda copia, también atribuible al siglo XVII, se encuentra en la rectoría de San Giovanni a Varna.
Ejecutada seguramente después de la vuelta de Luco di Mugello (1524) y en agradecimiento por el fin de la peste de 1523-1524, se puede fechar entre 1525 y 1526: en el verano de 1527 Becuccio bicchieraio falleció de hecho durante otra epidemia de peste que, ese año, golpeó fuertemente Florencia.

## Descripción y estilo
Muestra una sagrada conversación respetuosa con la tradición pero con algunas novedades, que actualizan cortésmente los esquemas, reelaborando motivos ya tratados por el artista (como en la Disputa sobre la Trinidad en el mismo museo). La Madonna sentada sobre un trono invisible de nubes, que parece sostenido por querubines, ya en su forma habitual de cabezas infantiles aladas, sujeta al Niño desnudo de pie sobre sus rodillas, que mira y se dirige al espectador con un gesto de bendición. El esquema piramidal, propio de la tradición florentina, está desarrollado en profundidad y tiene en la base dos santos arrodillados, a la izquierda Juan Bautista y a la derecha María Magdalena, el primero mirando hacia el espectador y la segunda hacia María, en una equilibrada complementariedad de poses.
A los lados están cuatro santos de pie, dispuestos simétricamente: a la izquierda Onofre, con su aspecto tradicional de hombre salvaje, y detrás Lorenzo, con la dalmática y la parrilla, los cuales aluden a la titulación del monasterio gambassino y, respecto a Lorenzo, también a ser santo patrón de los vidrieros; a la derecha Roque con el bordón de peregrino, en segundo plano, y Sebastián (patrono de la comunidad gambassina, pero también protector, como el propio Roque, contra las epidemias), con las flechas en la mano, invocados contra la peste. El Bautista en cambio simboliza la lealtad a Florencia, de la cual era patrón, y la Magdalena era una santa de la cual las monjas eran especialmente devotas.
El fondo es grisáceo, con una abertura luminosa en el centro, detrás de la Virgen. En general los colores son apagados y presentados en tonos inusuales y contrastantes, por medio de los cuales el artista expresaba las inquietudes renovadoras de su época, que acabarán desembocando en el Manierismo. Perfecta es la definición anatómica de los santos, con las vivas carnaciones de Onofre, de Sebastián o de la espalda del Bautista, pero también, por ejemplo, en el perfecto contorno de las piernas de la Virgen que se dibuja bajo la tela. Las prendas están iluminadas por una luz fuerte, que crea reflejos brillantes destacando los pliegues "acartonados", derivados del ejemplo de las estampas de Durero, entonces muy populares también en Florencia.

## Otros proyectos
- Wikimedia Commons contiene imágenes y otros archivos sobre Pala di Gambassi